# Walther Kossel

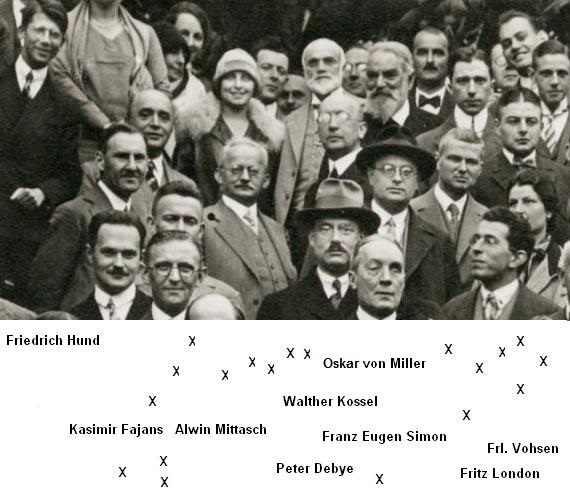
Walther Kossel (Mitte) auf der Bunsen-Tagung in München (Mai 1928)

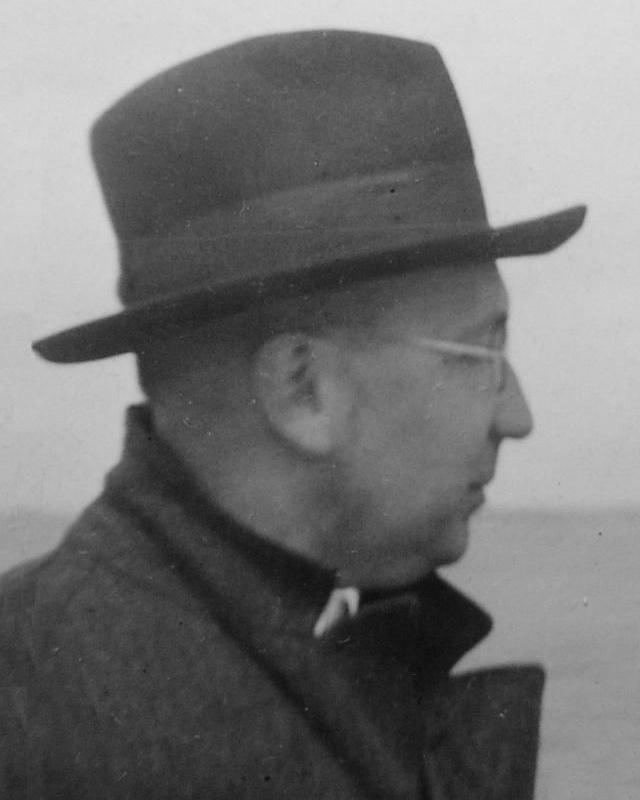
Walther Kossel (1928)

Walther Kossel (* 4. Januar 1888 in Berlin; † 22. Mai 1956 in Kassel) war ein deutscher Physiker und Hochschullehrer.

## Leben
Walther Kossel war Sohn des Medizinnobelpreisträgers Albrecht Kossel und seiner Ehefrau Luise geb. Holtzmann, der Tochter des Philologen Adolf Holtzmann. Walther Kossel war verheiratet mit Hedwig Olga Kossel (1888–1958).
Kossel wurde 1911 bei Philipp Lenard in Heidelberg promoviert. Danach ging er nach München, wo er sich an der Technischen Hochschule habilitierte. Als Schüler Arnold Sommerfelds in München war Kossel ab 1921 Professor für Theoretische Physik an der Christian-Albrechts-Universität Kiel. 1929/30 war er ihr Rektor. 1924 wurde er zum korrespondierenden Mitglied der Akademie der Wissenschaften zu Göttingen gewählt.
1932 wechselte er an die TH Danzig (Freie Stadt Danzig) als Professor für Experimentalphysik und Nachfolger von Carl Ramsauer. Er unterzeichnete im November 1933 das Bekenntnis der Professoren an den deutschen Universitäten und Hochschulen zu Adolf Hitler. Im Jahr 1940 wurde er zum Mitglied der Leopoldina gewählt.
1945 folgte er dem Ruf der Eberhard-Karls-Universität Tübingen auf den Lehrstuhl für Theoretische Physik. 1953 wurde er emeritiert.

## Werke
Kossels Arbeitsgebiet war vorwiegend die Erforschung des Atomaufbaus und die Struktur der Moleküle. 1914 entwickelte er eine Theorie der Absorption und Emission von Röntgenstrahlen. 1916 stellte er basierend auf der damals neuen Quantenhypothese von Niels Bohr eine Arbeitshypothese zur Theorie der kovalenten Bindung (Valenztheorie) auf. Er erforschte die Elektromagnetischen Spektren der Röntgen- und Gammastrahlung und wandte sich in Kiel der Anwendung von Röntgenstrahlen auf die Erforschung von Kristallen und deren Wachstum zu. Er begründete 1928 die Theorie des Kristallwachstums (Kossel-Stranski-Theorie). In Danzig konnte er mit besserer experimenteller Ausstattung arbeiten und es gelang ihm ab 1935, Kristalle mit in diesen selbst erzeugter Röntgenstrahlung statt mit Bestrahlung aus einer Röntgenröhre zu untersuchen. 1935 entdeckte Walter Kossel den nach ihm benannten Kossel-Effekt, die  Interferenzerscheinungen von monochromatischen Röntgenstrahlen, die von Atomen in einem Kristall ausgehen. Auch der Verschiebungssatz von Kossel-Sommerfeld trägt mit seinen Namen. Er untersuchte das Kristallwachstum auch experimentell, wobei er durch Betrachtung von kugelförmig geschliffenen Einkristallen Unabhängigkeit von den Anfangsbedingungen erreichte, entwickelte Elektronenmikroskope und befasste sich mit Beugungstheorie und elektrostatischer Erzeugung hoher Spannungen.

## Grabstätte in Heidelberg

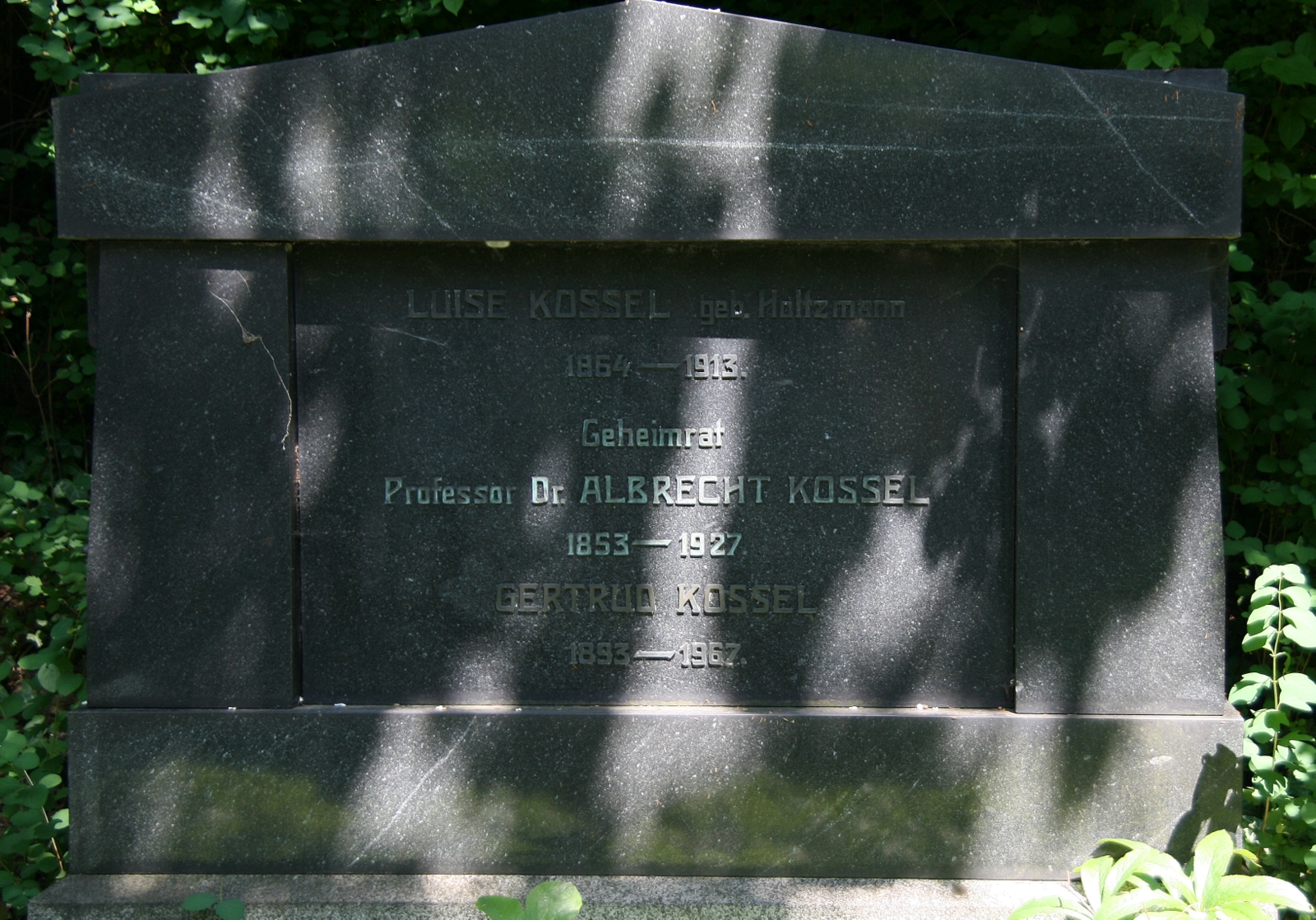
Familiengrab Albrecht Kossel auf dem Heidelberger Bergfriedhof in der Abteilung X. Hier ruht auch sein Sohn Walter Kossel

In Kassel gestorben, wurde Kossel nach Heidelberg überführt. Er ruht auf dem Heidelberger Bergfriedhof im Ehrengrab seines Vaters Albrecht Kossel. In dem Familiengrab sind auch seine Frau und andere Familienangehörige beigesetzt worden. Walter Kossels Lebensdaten sind auf einem Liegestein aus Granit eingemeißelt.

## Auszeichnungen
- Max-Planck-Medaille 1944
- Universitätsmedaille der Universität Kiel 1948
- 1955 Ehrenmitglied der Deutschen Physikalischen Gesellschaft
- Röntgen-Plakette der Stadt Remscheid (1956)
- Sieben Nominierungen für den Physik-Nobelpreis und einmal für den Chemie-Nobelpreis.[4]

## Bedeutende Schüler
- Gerhard Borrmann
- Alfred Eckardt
- Christian Gerthsen
- Hans Hellmann
- Gottfried Möllenstedt
- Max Steenbeck

## Schriften
- Valenzkräfte und Röntgenspektren, 1921